# أويك أعرف
الأُويك الأعرف أو الأُويك ذو العرف أو الأُويك المُتوَّج أو الرُّخَيْلان (الاسم العلمي: Aethia cristatella) هو طائر بحري صغير ينتمي إلى فصيلة الأُويكيات، وينتشر في جميع أنحاء شمال المحيط الهادئ وبحر برينغ. ويتغذى عن طريق الغوص في المياه العميقة، يقتات على الكريليات وعلى مجموعة مُتنوعة من الحيوانات البحرية الصغيرة. وهو يُعشِّش في مستعمرات قد يصل عدد أفرادها إلى حوالي المليون وتتواجد في بحر أوخوتسك، غالباً ما يتكاثر في مُستعمرات مختلطة مع الأُويك الصغير، وهو مُجانس صغير، أي ينتمي إلى نفس جنس الأُويك الأعرف.
تشتهر هذه الأنواع بحليّاتها الجنسية، الموجودة عند كل من الذكور والإناث. خلال فترة التكاثر، تتوفر هذه الأنواع على ريش ملوّن في قمة الجبين، ورائحة مدهشة تشبه رائحة الحمضيات، وكذلك صوتاً عالياً، والذي يبدو أنه قد تطور من خلال عملية الاصطفاء الجنسي. تصل أعداد هذا النوع من الأُويكيات إلى حوالي 6 ملايين طائر، نصفها تقريباً في أمريكا الشمالية. ويُعتبر نوعاً غير معرّض لخطر الانقراض إلا أن مجموعات منه تواجه تهديدات الافتراس والتسربات النفطية في ألاسكا.

## التصنيف
وُصِف الأُويك الأعرف لأول مرة في العام 1769م من قبل عالِم الحيوان الألماني بيتر سيمون بالاس، الذي سمّاه ألكا كريستاتيلا (Alca cristatella). الاسم المحدد كريستاتيلا هو مصطلح لاتيني جديد يعني «المتوج الصغير» وهو مُشتق من الكلمة اللاتينية كريستاتوس التي تعني «مُتوَّج» أو «مُريَّش». يوجد الطائر حالياً في جنس الأُويكيات الذي قدمه عالم التاريخ الطبيعي الألماني بلاسيوس ميريم في 1788. يتضمن جنس الأُويكيات 4 أنواع من الأُويكات، لكنه غير مُعترف بها على أنها نُويعات للأويك الأعرف. داخل هذا الجنس، هناك ارتباط وثيق بين هذا الأُويك والأُويك المشورب (اُويكي بيغمايا Aethia pygmaea). تتضمن فصيلة الأُوك بعض الأنواع من الطيور بما في ذلك أُويكات أخرى (لا تدخل ضمن جنس الأُويكيات)، كالبفن، أبو موس، الغِلمُوت، والأورويَّات.

## الوصف

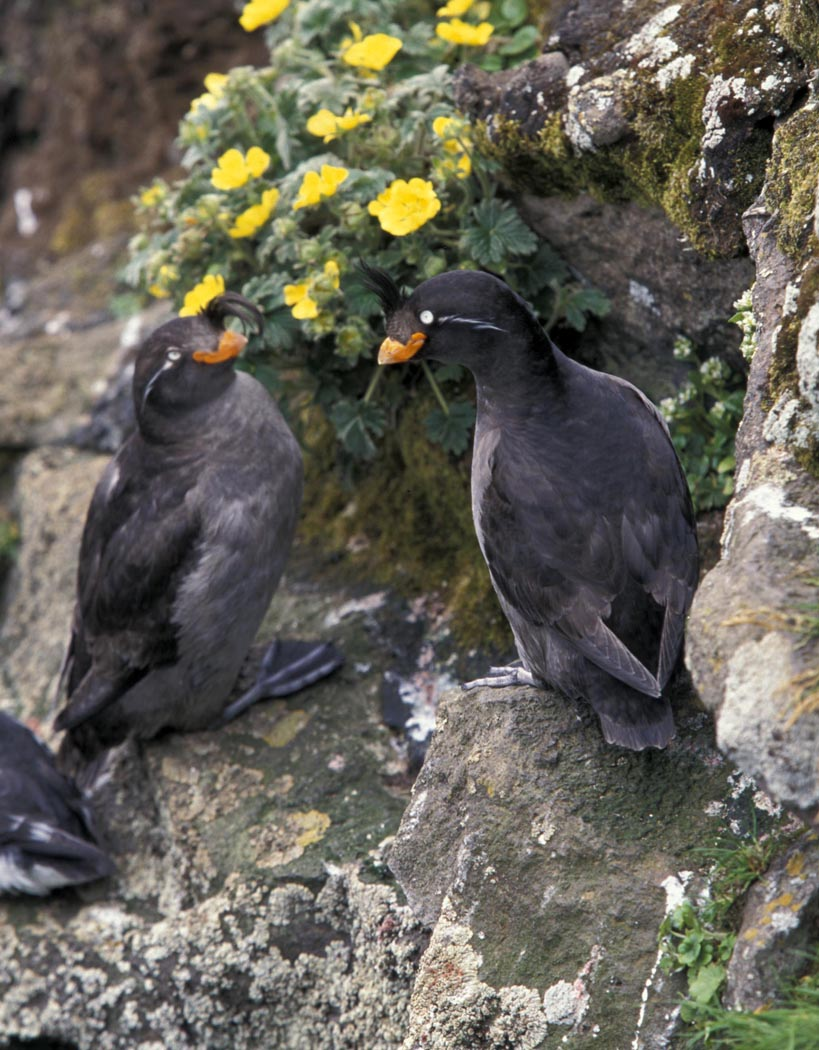
زوج من الأُويكات العرفاء في محمية ألاسكا البحرية الوطنية للحياة البرية.

يبلغ طول الأُويك الأعرف 18-27 سم (7.1-10.6 بوصة)، بينما يصل طول جناحيه إلى 34-50 سم (13-20 بوصة)، ويزن حوالي 195-330 غم (6.9-11.6 أوقية). تمتلك الأُويكات العرفاء منقاراً معقوفاً ذا لون برتقالي-محمر وأصفر، وقزحية بيضاء-صفراء، بالإضافة إلى أذن خارجية بيضاء ممتدة من أعينها إلى آذانها. في حين أن أجسادها وأجنحتها وذيولها مُظَلَّمة باللون الرمادي الغامق، بينما أرجلها وأقدامها رمادية ومخالبها سوداء. تتشابه الذكور والإناث كثيراً، على الرغم من أن الإناث لديها مناقير أصغر قليلاً وأقل انحناءً، بالإضافة إلى عرف أصغر قليلاً.
وتشتهر الأُويكات العرفاء بالعُرف الموجودة على جبينها، وهو عبارة عن ريش أسود مُقوّس نحو الأمام. وتختلف هذه الأعراف الجبينية للغاية، إذ يمكنها أن تتراوح ما بين اثنين وثلاث وعشرين ريشة نحيلة مُقوسة نحو الأمام. يصل متوسط الأعراف عند الأُويك الأعرف حوالي 12 ريشة متفاوتة، يتراوح طولها بين 8.1 و58.5 مليمتراً. تتوفر الأُويكات على أذن خارجية ذات ريش ومناقير ذات لون برتقالي ساطع وعلى صفائح إضافيَّة معقوفة. كما تتباين الأعراف الجبينية لهذا الطائر على نطاق واسع داخل أسراب الأُويكات.
يتمّ التعرف على الأُويك الأعرف في المقام الأول، من خلال خاصيتين اثنتين خلال موسم التكاثر. الخاصية الأولى هي عرفه، وهو مجموعة من الريش الخشن الموجود فوق رأسه وفوق أعينه. وأمّا الثانية فهي الرائحة الاجتماعية التي تُنتجها الأُويكات العرفاء خلال موسم التكاثر، وقد وُصِفت بأنها رائحة شبيهة برائحة اليوسفي. وتنبع هذه الرائحة من ريشها الفتيلي الصغير، الموجود في منطقة صغيرة من الجلد بين ريش الكتف. أما خلال فصل الشتاء، تكون مناقيرها أصغر وذات لون أصفر باهت. كما تقل لديها الصفائح الإضافيَّة المعقوفة وكذلك ريش الأعراف والأذن الخارجية.
يتشابه صغار الأُويك الأعرف مع الأُويكات البالغة في فصل الشتاء، ولكن بدون ريش الأعراف والأذن الخارجية. وتكون مناقيرها أصغر حجماً، وذات لون أصفر مائل إلى البني. يحتاج الصغار إلى 33 يوماً للبلوغ.

## الموطن ونطاق الانتشار

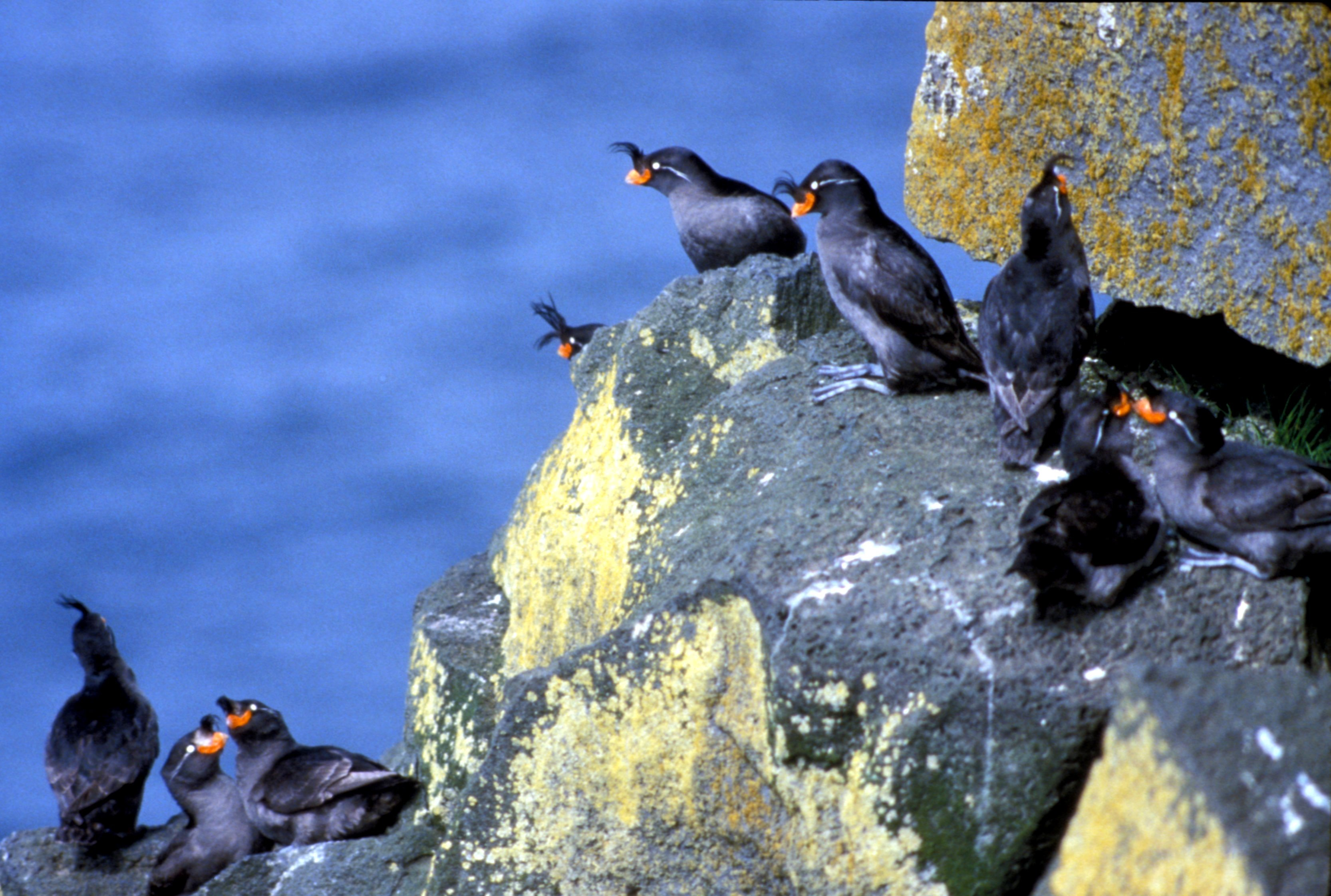
أُويكات عرفاء على منحدر صخري.

تم العثور على طيور الأُويك الأعرف في جميع أنحاء شمال المحيط الهادئ وبحر بيرنغ، وهي منتشرة بشكل خاص خلال أشهر الشتاء في النطاق غير التكاثري على طول جزر ألوتيان وجزر الكوريل وجزيرة سخالين الروسية. وتُهاجر إلى مواقع التكاثر في الجزر والشواطئ في بحر أوخوتسك وبحر بيرنغ في أواخر فصلي الربيع والصيف.
غالباً ما تكون موائلها -أي مناطق انتشارها- من المنحدرات، والحقول الجلمودية، وتدفقات الحمم البركانية، والسواحل الجرفية. وغالباً ما يتم العثور عليه برفقة أنواع أخرى من جنس الأُويكيات مثل كالأُويك الصغير على سبيل المثال. بشكل يومي، يُحلِّق الأُويك الأعرف 500 متر فوق سطح البحر ومستعمرات التكاثر. ويستعمل هذه التقنية نظراً للاضطرابات والحيوانات المفترسة التي تُشَكِّل تهديداً له.

## السلوك والبيئة

### الغذاء
يعيش الأُويك الأعرف ويتغذّى بشكلٍ أساسيّ في المياه العميقة، ولكنه يتواجد في بعض الأحيان في المناطق القريبة من الشاطئ، بأسراب كبيرة دائماً. لا يُعرَف الكثير عن الأنظمة الغذائية لهذا النوع في فصل الشتاء، ومع ذلك، يُقال أنها تتغذى على مجموعة متنوعة من اللافقاريات البحرية. يُعتبر الأُويك الأعرف من آكلات العوالق. إذ يتكون نظامها الغذائي أساساً من الكريليات، ولكن من المعروف أيضاً أنها تتناول مجدافيات وجناحيات (مثل اللماسينة) ومزدوجات الأرجل وصغار الأسماك. وتغوص الأُويكات العرفاء في الماء وتبدأ من سطه بحثاً عن الغذاء. ولذلك وُصِف سلوكه هذا بكونه «رحلة طيران» تحت الماء.

### التكاثر والتربية

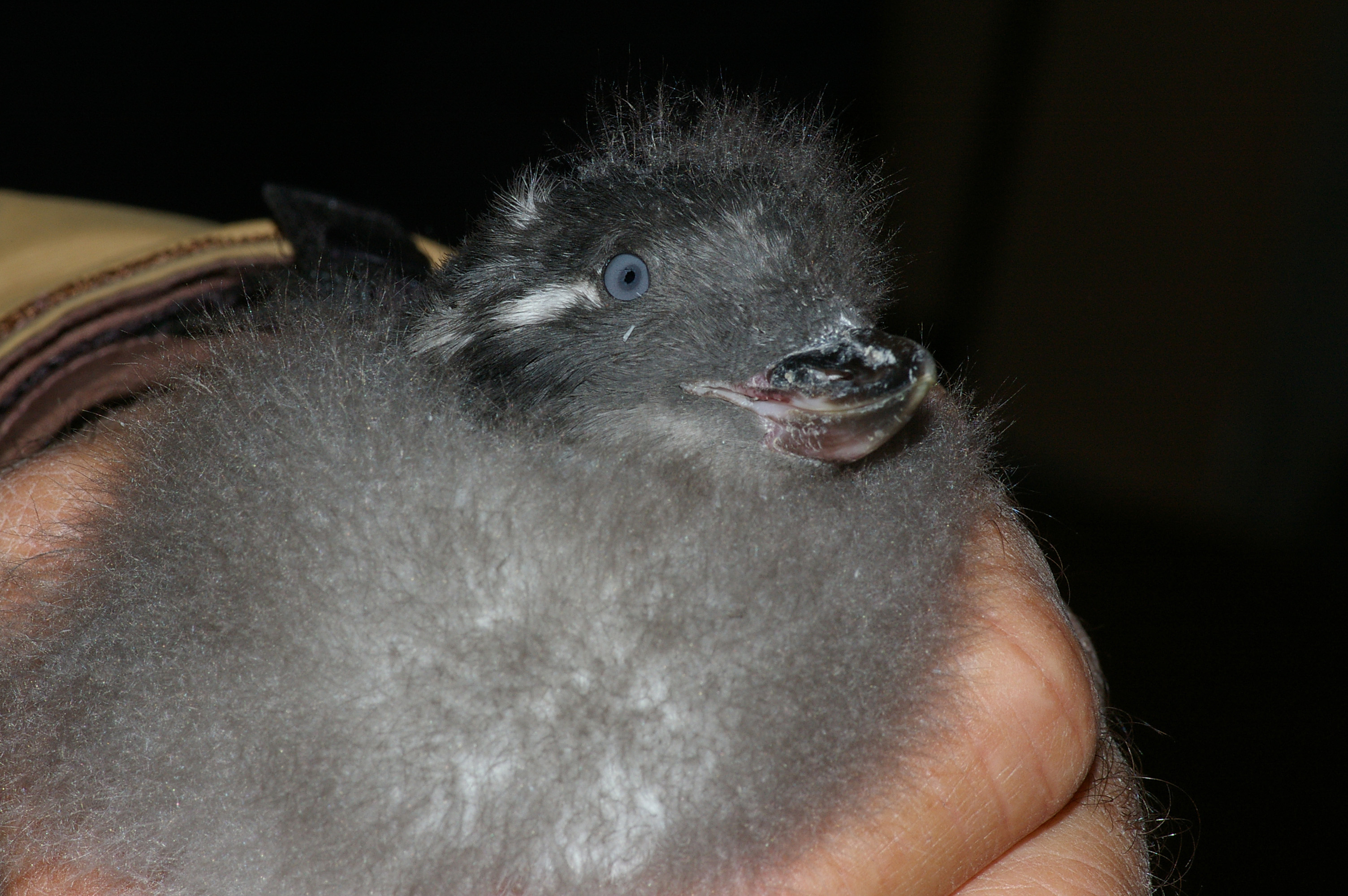
فرخ في اليد.

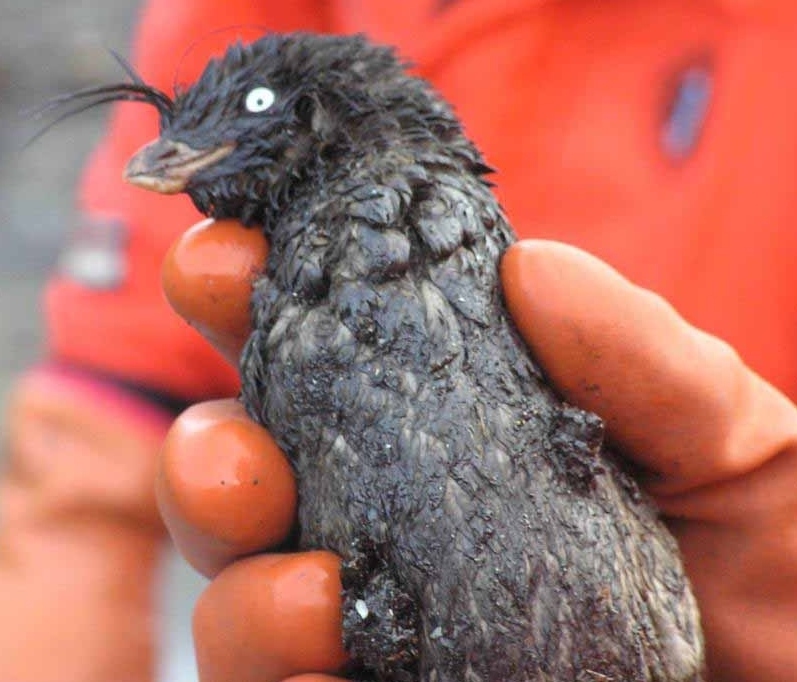
أُويك أعرف مُغطى بالنفط بعد حادثة تسرب نفطي من سفينة إم في سلاندانغ إيو.

يبدأ موسم التكاثر للأُويك الأعرف في منتصف مايو وينتهي في منتصف أغسطس. تتواجد مواقع تعشيش هذه الطيور داخل الشقوق الصخرية في الساحل الشمالي للمحيط الهادي. تُولد الطيور الصغيرة في مستعمرات كثيفة السكان قد يصل عدد قاطنيها إلى مليون طائر. بسبب هذا، مواقع التعشيش تكون قريبة فيما بينها، وأطول مسافة فاصلة بينها هي 0.3 متر بين عش وآخر. ومع ذلك، هناك درجة عالية من السلطوية، إذ يُظهِر الكبار درجة عالية من الدقة في تنظيم العش خلال سنة من بناءه. بما أن التزاوج يقع في البحر، وليس عند الذكور عضو تزاوج، فيجب على الذكور أن يحوموا فوق الإناث لتنجح عملية التزاوج. فاختيار الزوج عملية متبادلة، ولكن الإناث لديها حق الاختيار النهائي للشريك.
تُصبح الأُويكات العرفاء في غاية الاجتماعية أثناء موسم التزاوج، وذلك قبل وبعد الارتباط، حيث يكون ارتباط الأزواج منها أحادياً، عدا عن وجود 10% منها ترتبط مع أُويكات ذات عرف أخرى، وذلك خلال سنة التكاثر. يواصل الشريكان لفت انتباه كل منهما للطيور الأخرى طالما لا يحتضنان البيض. في حين أن بعض هذا السلوك الإستعراضي من الممكن أن يكون مرتبطاً بالتزاوج الإضافي، يُشار إلى أن استمرار هذا السلوك يسمح للطيور بإيجاد أزواج جديدة لموسم التكاثر التالي. فقط 45.5% من الطيور تبقى مع نفس الشريك في موسم التكاثر القادم.
يستثمر كلا الجنسين بشكل كبير في رعاية الوالدين؛ يكون نصيب الآباء بالتساوي هو احتضان بيضة واحدة أو حراسة الفراخ فقط. منذ أن عُرِف أن كلا الجنسين طيور زينة، فقد أكد الأويك الأعرف نظرية روبرت تريفيرس حول "استثمار الأبوين"، التي تؤكد أن الرعاية تكون شيئاً موروثاً عن الآباء، مما سيؤدي إلى خلق نوع من الدقة المتبادلة في الرعاية.

### الاصطفاء الجنسي
تتميز الأُويكات العرفاء بإيماءات خاصة عند التزاوج من حيث الحواس البصرية والسمعية والشمية. كما أن لديها اتصال سلوكي أكثر تعقيداً وتنوعاً عن ذلك لدى الأجناس الأخرى القريبة. هناك ثلاث آليات تطورية عامة مُقترحة لفهم صفات الأُويكات العرفاء المميزة والإيماءات الاستعراضية عند الذكور في موسم التزاوج بشكل عام وهي:
- اصطفاء الصياد (الفيشيري): تٌفسَّر نظرية فيشر للاصطفاء الجنسي الصياد (الفيشيري) بأنها أحد نتائج الصفات الجمالية الموجودة لدى الذكور وهي نتاج للارتباط الوراثي بين الصفات الجمالية وتفضيل التزاوج مع شريك يملك هذه الصفات. وفقاً لهذا النموذج، فإنه يمكن أن ينتشر التزاوج بسبب الصفات عن طريق صفات تعسفية أو حتى ضارة لا تحمل أي فوائد على اللياقة البدنية للطائر، إلى جانب الاصطفاء الجنسي.[23]
- نظرية الجينات الجيدة: الآلية الثانية هي الجينات الجيدة أو التعويق، حيث يُفَضَّل اختيار الشريك للتزاوج حسب صفاته الجمالية التي تُبين وضعه الصحي إن كان به مشكل صحي أم لا أو للتأكد من إمكانية فرض الشريك لوجوده. تقوم هذه الجينات الجيدة بنقل فوائد وراثية لنسل الطائر.[24] اقترح أموتز زهافي فرضية التعويق، حيث تنص على أن الصفات الجمالية للأفراد هي مؤشرات جيدة تدل على صحتهم ولياقتهم البدنية، لأنها تعكس نجاح الفرد على الرغم من أن هذه الصفات تصطدم بإعاقته.[24]
- الاستغلال الحسي: التقنية الثالثة المُقترحة هي الانتقاء الجنسي للاستغلال الحسي، وتعني اختيار الشريك وفقاً لحسيات الفرد. تحدث أمور قد تؤدي إلى إظهار السمات التي تُبين التحيز الحسي الموجود مسبقاً.[25]

### الحليات

#### الحليات البصرية

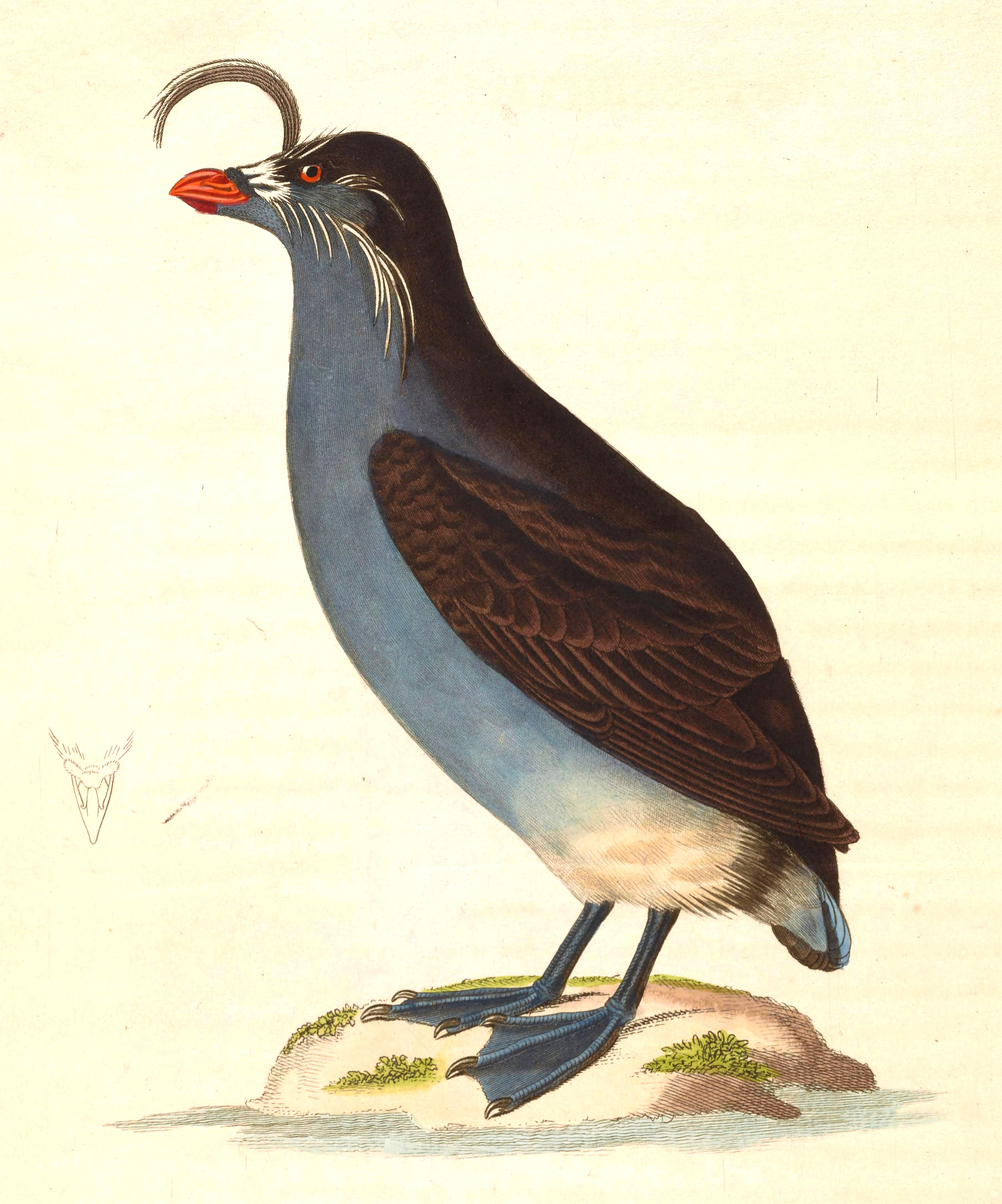
رسم توضيحي لأُويك أعرف بالغ عام 1838.

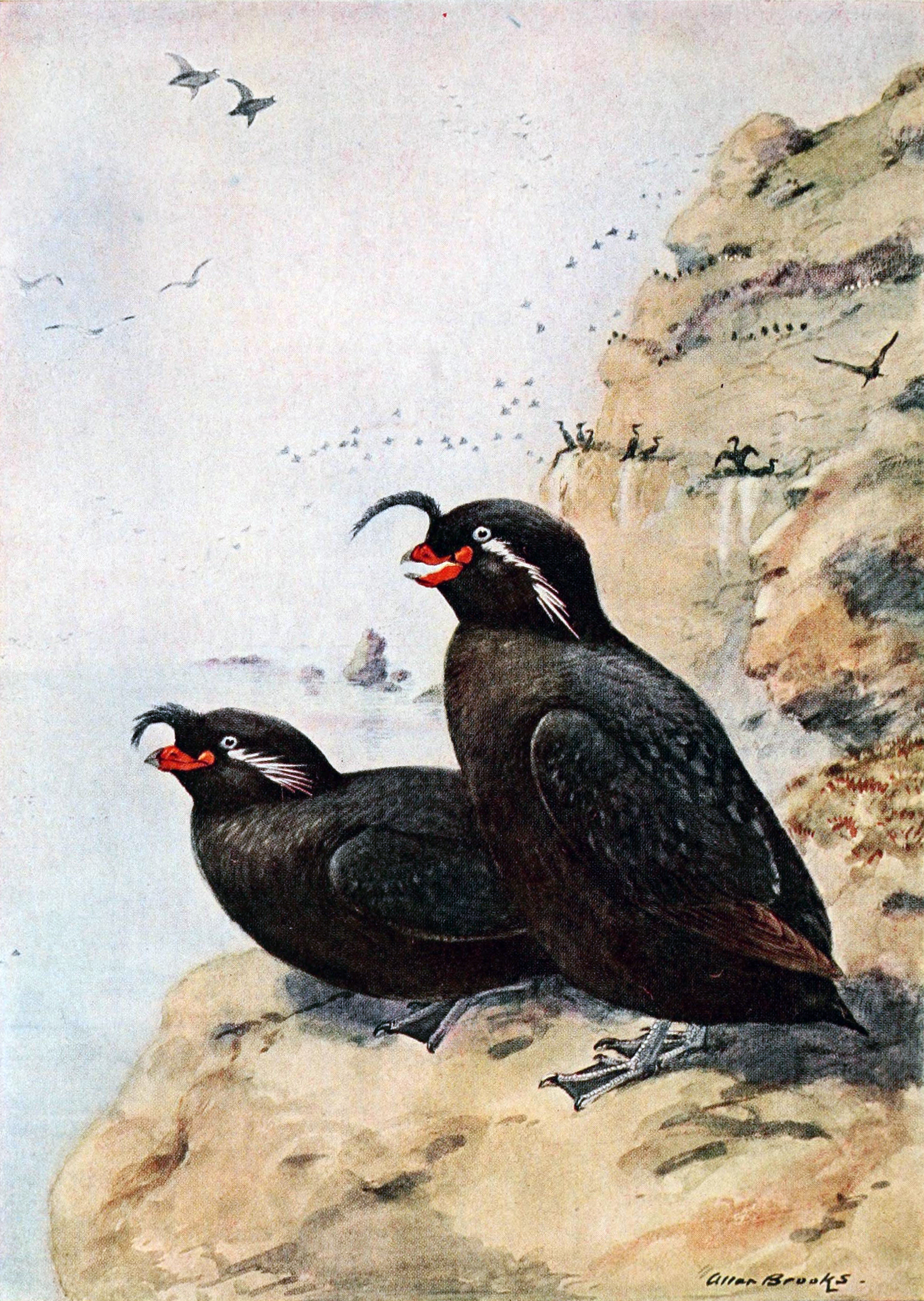
رسم توضيحي لأُويك أعرف عام 1913.

الهيمنة التامة لهذا الطائر مرتبطة بطول عرف كل من الذكر والأنثى، وتحديداً بالمنطقة الظاهرة من العرف. إن وجود هذه الصفات المونومروفينية المبهمة يدل على الانتقاء الجنسي المكثف والدقيق لكلا الجنسين. يكون لدى الأُويكات العرفاء الكبيرة من كلا الجنسين اهتمام جنسي كبير يجذب الجنس الآخر مقارنة مع تلك التي لديها أعراف صغيرة. ومن المرجع أن الأُويكات المُتوَّجة ذات الأعراف الكبيرة تحصل على رفقاء، وتشكل روابط زوجية في وقت قصير على حساب الأُويكات الأخرى.
وفقاً لمعدلات الانفصال والوفيات، فإن أكثر من نصف الأفراد يجدون شريكاً جديداً كل سنة. طول عرف الإناث هو العامل الرئيسي لتغيير الزوج الذكر بين كل سنة وأخرى.
على الرغم من التباين الواضح في أنماط ريش الجمهرات المختلفة، فإن عرف الأُويك الواحد وكسوته الريشية تبقى كما هي طيلة حياته، فلا يطرحها ولا يتبدل حالها. أضف إلى ذلك، ليس هناك من دليل يُشير إلى أن للعرف وظيفة انتقائية جنسية معينة (مثنوية الشكل الجنسية)، أو أنها ترتبط بحالة الطائر الصحية والجسدية. تُشير بعض الدراسات إلى أن هذه الأعراف قد يكون لها غرض وظيفي، فتربط إحداها بينها وبين الموئل الطبيعي المُعقَّد لهذه الطيور، وتقول أنها قد تُساعد الطائر على معرفة طريقه في الأنفاق التي يلجأ إليها. يُحتمل أن كثافة مواقع تعشيش الأُويكات العرفاء تُشَكِّل ضغطاً انتقائياً على الآليات الحسية لهذه الطيور.

#### الحليات الصوتية
يوجد لدى الأُويك الأعرف مجموعة واسعة من الأصوات المفردة والمركبة. ويُعرف وضع منقار على منقار آخر «بأنه مغازلة الزوج مع إطلاق كلا الزوجين لصوت يشبه قوقئة الدجاج». وهو أمر حاسم في تشكيل زوج ناجح ويُصبح عامل تناغم عندما يعرف كل شريك سواء كان ذكراً أو أنثى الآخر معرفة جيدة. الصراخ المدوي هو أيضاً واحد من أكثر أنواع الأصوات استخداماً. يُشَكِّل صوت الطائر تسلسلاً صوتياً معقداً لكنه نمطي ومرتبط فيما بينه ويظهر كأنه صوت واحد. بين الأفراد، يختلف طول الصوت بينها في المدة والتردد. يُصدِر الذكور في الغالب الأصوات، ولكن يمكن أيضاً أن تُصدِره الإناث أحياناً. تظل هذه الأصوات ثابتة لا تتغير من سنة إلى أخرى، وترتبط الأصوات الخاصة بالأفراد كل على حدى بالحفاظ على التلاحم والعلاقة بين الزوجين وبين الأفراد الآخرين. يُشير هذا إلى أن الأصوات المرتفعة يمكن استخدامها للحصول في مدة قصيرة أو طويلة على حد سواء على الاعتراف بالفرد وبوجوده. الاعتراف بالأفراد الموجودين بقرب الطائر هو أمر مفيد له لأنه يُقَلِّل من احتمالية وقوع أعمال عدوانية عليه، ومنع الصراعات بين الأفراد (ما يُصطلح عليه باسم «ظاهرة العدو العزيز»).

#### الحليات الشمية
لريش الأُويك الأعرف رائحة مميزة تشبه رائحة الحمضيات. يُطلق الأُويك تلك الرائحة عندما يُبعثر ريشه على القفا (مؤخرة العنق) والظهر العلوي له بسبب تهديد له، أو عندما يصرخ أو عندما يرغب في إزالة شيء عن منقاره. تُشجع قوة الرائحة المُنبعثة على شمها والبحث عن مصدرها. يبدأ الطائر بالشم عندما يفتح منقاره جزئياً حتى يفتحه كلياً في الأخير ويُحاول إيجاد مصدر الرائحة. يحدث هذا الأمر في حالة عدم وجود تهديد واضح ومهم لتشكيل زوج. بالنسبة لكلا الجنسين، تجذب الرائحة القوية المزيد من الأفراد، الذين يقومون بعد ذلك بنفس العملية ليشم الآخرون الرائحة.
تكثر إفرازات الرائحة خلال موسم التكاثر، هذا ما يجعلها مرتبطة بالمغازلة واختيار الزوج. قد تعمل الرائحة أيضاً كطارد للطفيليات الخارجية. تم العثور على هذه الرائحة أيضاً لدى الأُويك المشورب.

## وضع الحفظ
حسب الاتحاد الدولي لحفظ الطبيعة، فإن خطر انقراض الأُويكات العرفاء ضعيف جدا إلى منعدم. يُقَدَّر عدد هذه الطيور بستة ملايين طائر، إذ تضم أمريكا الشمالية وحدها نحو 2.9 مليون طائر. ومع ذلك، فإن أي تقييم دقيق لعدد الطيور هو أمر صعب، لأن الطيور التي تظل على سطح المستعمرة وقرب البحر تُشَكِّل نسبة ضئيلة من العدد الكلي لهذه الكائنات.
هناك قلق كبير حول الأعداد المتواجدة في ألاسكا، نظراً لكونها تتعرض للافتراس بشكل كبير من قبل الفئران التي هربت من سفن الصيد في الميناء. وتدخل كل من النوارس والثعلب القطبي والغراب الأسحم ضمن قائمة الحيوانات الرئيسية المُفترسة للأُويك الأعرف. كما اُكتُشِف وجود أعداد منها في بطون الهلبوت التي تم اصطيادها في جزيرة سانت لورانس. كما يعاني هذا النوع من الطيور من مخاطر إضافية تتجلى هذه الأخيرة في التسربات النفطية والتصادمات مع مصادر الضوء. في ألاسكا، تُعتبر هذه الأنواع مهددة بخطر صيد الكفاف -أي الصيد كمورد للرزق- من قبل السكان المحليين.